# Lost Highway (singel)
Lost Highway – singel zespołu Bon Jovi wydany w 2007, promujący album Lost Highway. Autorami utworu są Jon Bon Jovi, Richie Sambora i John Shanks.
Tytuł utworu został zaczerpnięty od tytułu piosenki Hanka Williamsa. Zespół nagrał utwór w Nashville w ciągu 48 godzin. Utwór opowiada o wolności, ekspresji i wyrażeniu samego siebie, opisuje również trasę koncertową i codzienne życie członków zespołu.
Był utworem otwierającym większość koncertów podczas trasy Lost Highway Tour.

## Spis utworów
Sporządzono na podstawie materiału źródłowego.
1. „Lost Highway”
2. „Hallelujah” (Live)
3. „Wanted Dead or Alive” (Live)
4. „Lost Highway” – wideo

## Pozycje na listach przebojów
| Lista (2007)                      | Pozycja |
| --------------------------------- | ------- |
| Ö3 Austria Top 40                 | 41      |
| Canadian Hot 100                  | 39      |
| Czech Republic Singles Chart      | 69      |
| Germany Top 100                   | 36      |
| Slovakian Singles Chart           | 46      |
| UK Singles Chart                  | 117     |
| Billboard Hot Adult Top 40 Tracks | 15      |